# Ariel 1
Ariel 1 (anche noto come UK-1 e SS-55) è stato il primo satellite artificiale britannico. Costruito dal Goddard Space Flight Center negli Stati Uniti, è stato messo in orbita nell'aprile 1962, sempre grazie alla collaborazione statunitense. Ciò è stato possibile grazie alla disponibilità americana ad aiutare le altre Nazioni nel settore spaziale, che il Science Research Council (SERC) ha colto nel 1959.
Il ruolo del SERC, come stabilito negli accordi del 1959-1960, è stato quello di gestire gli esperimenti spaziali (perlopiù inerenti l'influenza della radiazione solare sulla ionosfera) e analizzarne i risultati. La NASA ha in tutto fornito supporto logistico.
Grazie ad esso, la Gran Bretagna arrivò terza nella corsa allo spazio, dopo gli Sputnik sovietici e gli Explorer statunitensi. Nel 1979 il Programma Ariel contava altri cinque satelliti in orbita.
Ariel è stato trasportato nello spazio da un lanciatore Thor-Delta, anch'esso di fabbricazione statunitense. Il sito di lancio è stato lo storico Cape Canaveral Air Force Station Space Launch Complex 17.
Lo Starfish Prime (test nucleare ad alta quota eseguito dagli States) del luglio 1962 lo ha inavvertitamente danneggiato. Si è disintegrato nell'atmosfera nel 1976.